# ASC De Volewijckers in het seizoen 1967/68
Het seizoen 1967/1968 was het 14e jaar in het bestaan van de Amsterdamse betaaldvoetbalclub De Volewijckers. De club kwam uit in de Eerste divisie en eindigde daarin op de 15e plaats. Tevens deed de club mee aan het toernooi om de KNVB Beker, hierin werd het team in de groepsfase uitgeschakeld.

## Wedstrijdstatistieken

### Eerste divisie
|       | AZ '67 | Blauw-Wit | FC Den Bosch '67 | SC Cambuur | D.F.C. | Eindhoven | Elinkwijk | Haarlem | Heracles | Holland Sport | HVC   | RBC   | RCH   | SVV   | Velox | Vitesse | FC VVV | Willem II |
| ----- | ------ | --------- | ---------------- | ---------- | ------ | --------- | --------- | ------- | -------- | ------------- | ----- | ----- | ----- | ----- | ----- | ------- | ------ | --------- |
| Thuis | 1 – 2  | 0 – 1     | 2 – 3            | 0 – 0      | 0 – 2  | 1 – 1     | 3 – 1     | 2 – 0   | 0 – 0    | 1 – 2         | 3 – 0 | 1 – 1 | 3 – 2 | 0 – 0 | 2 – 0 | 1 – 2   | 3 – 0  | 0 – 0     |
| Uit   | 2 – 0  | 0 – 0     | 1 – 1            | 0 – 2      | 1 – 1  | 3 – 2     | 1 – 0     | 3 – 1   | 1 – 0    | 2 – 1         | 0 – 0 | 0 – 2 | 2 – 1 | 2 – 1 | 1 – 1 | 2 – 1   | 4 – 2  | 6 – 3     |

### KNVB beker
| Groepsfase                                         | Ajax                                                    | 4 – 1 (3 – 1)   | De Volewijckers                        |
| 31 december 1967 Plaats: Amsterdam De Meer         | Sjaak Swart 5', 61' Johan Cruijff 12' Klaas Nuninga 32' |                 | 39' Tonny Fens                         |
| Groepsfase                                         | De Volewijckers                                         | 0' – 2 (0 – 1)' | Blauw-Wit                              |
| 25 februari 1968 Plaats: Amsterdam Buiksloterbanne |                                                         |                 | 3' Joop Wildbret 65' (pen.) Han Meijer |
| Groepsfase                                         | De Volewijckers                                         | 2 – 0 (1 – 0)   | SC Gooiland                            |
| 24 maart 1968 Plaats: Amsterdam Buiksloterbanne    | Co Stout 20' Ben Verweij 89'                            |                 |                                        |

## Statistieken De Volewijckers 1967/1968

### Eindstand De Volewijckers in de Nederlandse Eerste divisie 1967 / 1968
| Stand | Gespeeld | Gewonnen | Gelijk | Verloren | Punten | Doelpunten voor | Doelpunten tegen |
| ----- | -------- | -------- | ------ | -------- | ------ | --------------- | ---------------- |
| 15e   | 36       | 8        | 11     | 17       | 27     | 42              | 48               |

### Topscorers
| #                 | Naam              | Goal |
| ----------------- | ----------------- | ---- |
| 1.                | Co Stout          | 10   |
| 2.                | Johan Engelsma    | 9    |
| 3.                | Dries Boszhard    | 6    |
| 4.                | Tonny Fens        | 5    |
| 5.                | Jan Koppedraaijer | 3    |
| 5.                | Ben Verweij       | 3    |
| 7.                | Tonny Coster      | 2    |
| 8.                | Hennie Heerland   | 1    |
| 8.                | Ger Lagendijk     | 1    |
| 8.                | Cor Peil          | 1    |
| Onbekend doelpunt |                   |      |
| –                 | Onbekend          | 1    |
| Totaal            | Totaal            | 42   |

| #      | Naam        | Goal |
| ------ | ----------- | ---- |
| 1.     | Tonny Fens  | 1    |
| 1.     | Co Stout    | 1    |
| 1.     | Ben Verweij | 1    |
| Totaal | Totaal      | 3    |

## Voetnoten
AZ '67 ·
Blauw-Wit ·
Cambuur ·
FC Den Bosch '67 ·
D.F.C. ·
Elinkwijk ·
Eindhoven ·
Haarlem ·
Heracles ·
Holland Sport ·
HVC ·
RBC ·
RCH ·
SVV ·
Velox ·
Vitesse ·
De Volewijckers ·
FC VVV ·
Willem II